# Trogahorn Steibis
Der Trogahorn Steibis, auch hohler Baum  ist ein 5,35 m mächtiger Bergahorn bei Steibis direkt am Saumpfad von der Oberstiegalpe zur Falkenhütte. Der 200 bis 300 Jahre alte große Baumveteran ist innen hohl. Der Baum steht auf 1220 Meter Höhe auf einer Bergwiese, die zu dem Gebirgszug der Hochgratkette bei Oberstaufen gehört. Unter dem Baum steht während der Vegetationszeit ein Stein-Trog mit Wasser für das Vieh, das im Schatten des Baumes auch Schutz vor Regen und starker Sonne sucht. 
Die Krone des Bergahorn ist ca. 20 Meter hoch und breit. Sein Alter wird auch höher, auf bis zu 400 Jahre geschätzt. Die Stadt Oberstaufen, die dem Baum in ihren Premiumwanderweg Alpenfreiheit integriert hat, gibt ein Alter von 350 Jahren und eine Stammdicke von 6,5 Metern an, womit der Baum der zweitdickste Bergahorn in Deutschland sein soll.